# Anectropis fumigata
Anectropis fumigata là một loài bướm đêm trong họ Geometridae.